# Котон Спорт
«Котон Спорт» (фр. Coton Sport FC de Garoua) — камерунський футбольний клуб з міста Гаруа. Виступає у чемпіонаті Камеруну. Заснований у 1986 році. Домашні матчі проводить на стадіоні «Румде Аджія», що вміщує 22 тисячі глядачів.
Є одним із найсильніших та найуспішніших на внутрішній та міжнародній арені клубів Камеруну. Золота пора команди припала на 2000-і роки, коли було виграно сім місцевих чемпіонатів. Команді також вдалося вийти у фінали Кубка чемпіонів та Кубка КАФ. За кількістю виграних національних титулів (всього 16) «Котон Спорт» випереджає всіх, у тому числі головного конкурента «Канон Яунде».

## Досягнення

### Національні
- Чемпіонат Камеруну
  - Чемпіон (17): 1997, 1998, 2001, 2003, 2004, 2005, 2006, 2007, 2008, 2010, 2011, 2013, 2014, 2015, 2018, 2021, 2022, 2023
  - Віце-чемпіон (11): 1994, 1996, 1999, 2000, 2002, 2009, 2012, 2016, 2017, 2019, 2020
- Кубок Камеруну
  - Володар (6): 2003, 2004, 2007, 2008, 2011, 2014
  - Фіналіст: 1999

### Міжнародні
- Ліга чемпіонів КАФ
  - Фіналіст: 2008
- Кубок КАФ
  - Фіналіст: 2003